# سانتياغو ديتبورن
سانتياغو ديتبورن (بالإسبانية: Santiago Dittborn)‏ هو لاعب كرة قدم ومدرب كرة قدم تشيلي في مركز الوسط، ولد في 30 أكتوبر 1992 في تشيلي. شارك مع منتخب تشيلي تحت 20 سنة لكرة القدم. أما مع النوادي، فقد لعب مع نادي أونيفرسيداد كاتوليكا.

## وصلات خارجية
- سانتياغو ديتبورن على موقع إي إس بي إن إف سي (الإنجليزية)
- سانتياغو ديتبورن على موقع قاعدة بيانات كرة القدم.إي يو (الإنجليزية)
- سانتياغو ديتبورن على موقع Soccerway.com (الإنجليزية)
- سانتياغو ديتبورن على موقع AS.com (الإسبانية)